# Weißes Kaninchen

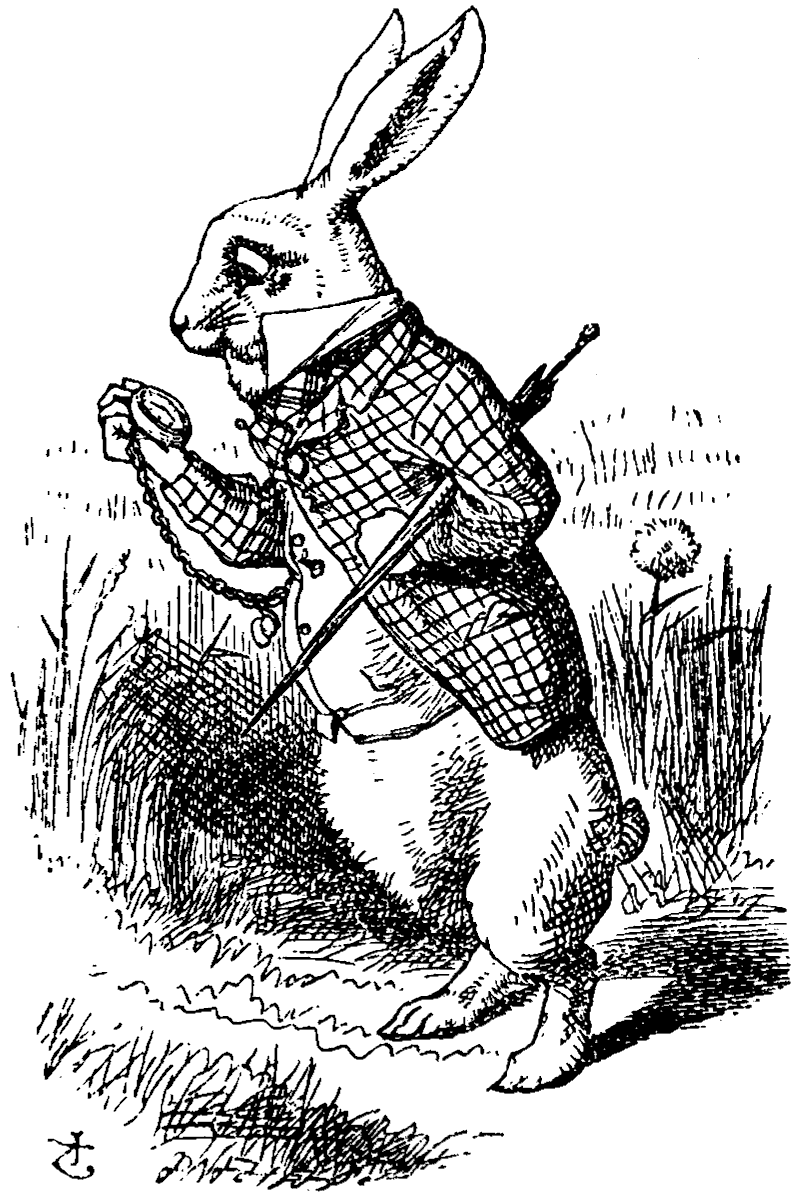
Porträt des anthropomorphen Kaninchens von John Tenniel, das im ersten Kapitel von Lewis Carrolls Alice im Wunderland (1865) erscheint.

Das weiße Kaninchen (englisch White Rabbit) ist eine fiktive Figur aus dem Buch Alice im Wunderland von Lewis Carroll aus dem Jahr 1865. Er erscheint gleich zu Beginn des Buches, im ersten Kapitel Down the Rabbit Hole, trägt eine Weste und murmelt „Oh weh! Oh weh! Ich werde zu spät kommen!“ Alice folgt ihm in den Kaninchenbau und ins Wunderland. Alice begegnet ihm wieder, als er sie mit seinem Hausmädchen Mary Ann verwechselt und sie in seinem Haus gefangen wird, nachdem sie zu groß geworden ist. Das Kaninchen taucht in den letzten Kapiteln wieder auf, und zwar als heroldsähnlicher Diener des Königs und der Königin der Herzen.

## Ehrung
Ein 1999 entdeckter Asteroid des Hauptgürtels wurde am 9. März 2001 nach der Figur (17942) Whiterabbit benannt.

## In der Populärkultur

### Videospiele
- American McGee's Alice und Alice: Madness Returns
- Kingdom Hearts und Kingdom Hearts: Chain of Memories
- Manhunt

### Musik
- Jefferson Airplane veröffentlichten 1967 auf ihrem Album Surrealistic Pillow den Song White Rabbit von Grace Slick, in dem die Figur des weißen Kaninchens und die Wunderland-Saga im Allgemeinen als Metaphern für drogeninduzierte Erlebnisse verwendet werden.
- Natalia Kills hat auf ihrem Album Trouble einen Song namens Rabbit Hole. Der Text besingt spielerisch „When I fall in love / I fall down the rabbit hole“.[3]
- Madison Beer hat einen Song mit dem Titel „Follow The White Rabbit“, der sich auf die Figur bezieht.

### Film und Fernsehen
- Im Film Matrix gibt es mehrere metaphysische „Aufwach“-Metaphern, die sich auf die Geschichten aus dem Wunderland beziehen. Zu Beginn des Films wird Neo aufgefordert, dem „Weißen Kaninchen“ zu folgen. Sekunden später klingelt es an seiner Tür, und als er die Tür öffnet, findet er eine Frau mit einer Tätowierung eines weißen Kaninchens auf der Schulter. Später im Film bietet Morpheus ihm die „rote Pille“ an, um „herauszufinden, wie tief der Kaninchenbau ist“. Kurz bevor er dem Orakel begegnet, sieht man auf einem nahegelegenen Fernseher Night of the Lepus laufen, was Neos Entscheidung symbolisiert, „dem weißen Kaninchen zu folgen“ und die Ordnung der Matrix zu stören.
- Das Weiße Kaninchen erscheint in der Serie Once Upon a Time in Wonderland. Seine Synchronstimme wurde von John Lithgow gesprochen.
- In der Star-Trek-Folge Landeurlaub von 1966 besuchen die Protagonisten einen Planeten, auf dem Figuren aus ihrer Fantasie zum Leben erwachen. Das Weiße Kaninchen erscheint Doktor McCoy zu Beginn der Episode.
- Das weiße Kaninchen erschien in der Folge Brooke Shields der Muppet Show, gespielt von Steve Whitmire. Später hatte die Puppe des Weißen Kaninchens einen Gastauftritt in der Hochzeitsszene von Die Muppets erobern Manhattan, einer Folge von Donna's Day und Folge 4081 der Sesamstraße (wo seine Ohren nach unten gerichtet waren).